# Adana
Pour les articles homonymes, voir Adana (homonymie).
Adana (en turc Adana ; en grec ancien Ἄδανα (Ádana) ; en arménien Ադանա (Adana) ; en kurmandji Edene) est une ville de Turquie, préfecture de la province du même nom, située à 30 kilomètres de la côte méditerranéenne. La ville comprend quatre districts, Yüreğir, Çukurova, Sarıçam et Seyhan. Avec 1 572 000 habitants, Adana est une des villes les plus dynamiques et la cinquième ville de Turquie après Istanbul, Ankara, Izmir et Bursa. Pour les Turcs, la ville est associée à la gastronomie, notamment le kebab, le şalgam suyu (jus de navet) et les oranges, un climat chaud et la culture du coton.

## Géographie physique

### Situation géographique
Située à 30 kilomètres de la côte méditerranéenne, elle s'ouvre sur la plaine de Cilicie, aujourd'hui dénommée plaine de Çukurova, une terre fertile baignée par la rivière Seyhan (l'ancien Saros), barrée par un barrage et qui s'étend jusqu'aux contreforts des Monts Taurus.

### Topographie

#### Hydrologie

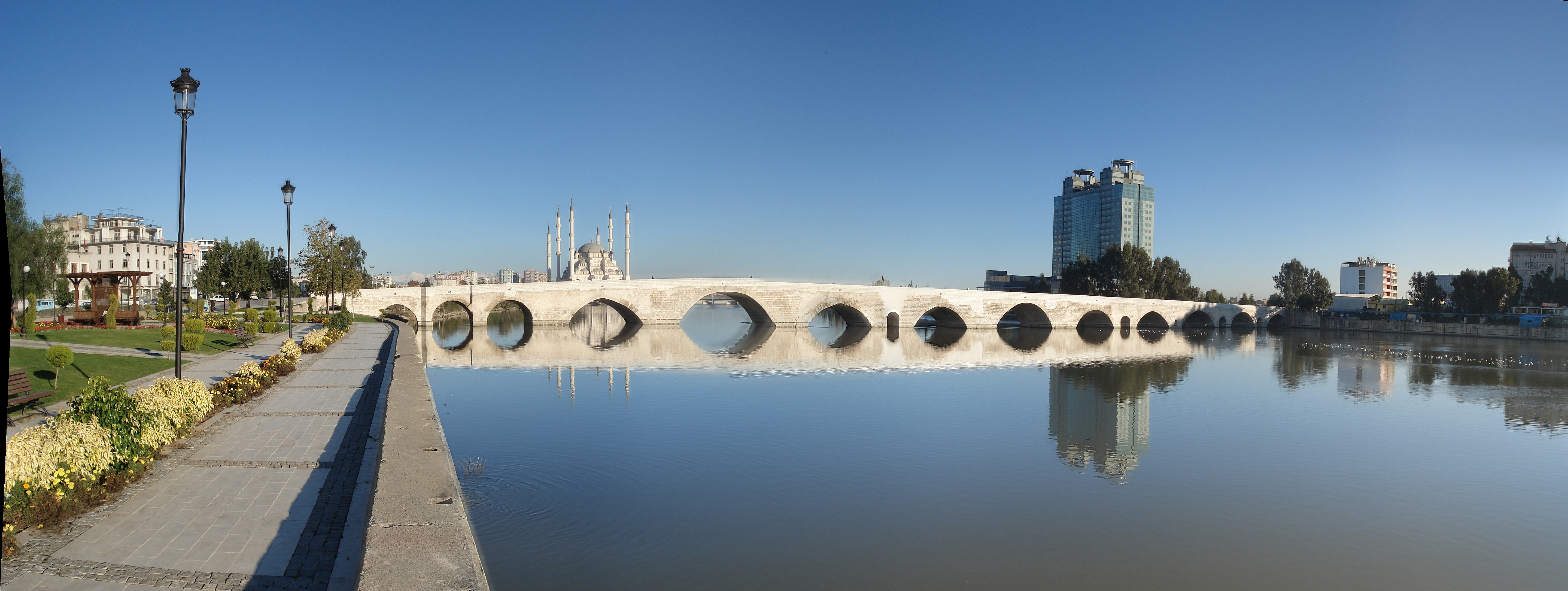
Le grand pont de pierre d'Adana (en turc, Taşköprü), enjambe le Seyhan.

La ville est traversée par le fleuve Seyhan.

#### Climat
La ville est soumise à un climat méditerranéen : les étés sont chauds et humides avec des températures allant de 32° à 39° tandis que les températures hivernales moyennes sont de l'ordre de 8° à 12° :
| Mois                                       | Janv  | Fév  | Mars | Avr  | Mai  | Juin | Juil | Août | Sept | Oct  | Nov  | Déc   | Année |
| ------------------------------------------ | ----- | ---- | ---- | ---- | ---- | ---- | ---- | ---- | ---- | ---- | ---- | ----- | ----- |
| Températures min. moyennes (°C)            | 4     | 6    | 8    | 12   | 14   | 18   | 22   | 22   | 19   | 16   | 10   | 7     | 13    |
| Températures max. moyennes (°C)            | 13    | 15   | 18   | 23   | 27   | 31   | 33   | 33   | 32   | 28   | 21   | 15    | 24    |
| Moyennes mensuelles de précipitations (mm) | 111,8 | 91,4 | 68,6 | 53,3 | 47,7 | 27,9 | 5,1  | 5,1  | 15,2 | 40,6 | 68,6 | 116,8 | 642,6 |

### Étymologie
Plusieurs hypothèses coexistent sur l'origine du nom de la ville :
- du hittite Adaniya, du nom du royaume qui avait Adana pour capitale. Ce royaume est ensuite annexé par le Kizzuwatna, un autre royaume anatolien ;
- serait liée à la légende de Danaos et des Danaïdes. Dans l'Iliade, poème d'Homère, une ville est connue sous le nom « d'Adana ». Pendant la domination grecque, la ville est connue sous l'appellation « d'Antioche de Cilicie » — Αντιόχεια της Κιλικίας (Antiokheia tês Kilikias) ou « Antioche sur le Saros » — Αντιόχεια η προς Σάρον (Antiokheia ê pros Saros), la rivière aujourd'hui connue sous le nom de Seyhan ;
- la ville serait également identifiée à Quwê, la capitale de la province assyrienne du même nom et la ville biblique de Coa où le roi Salomon acquiert des chevaux.

Un épisode mythologique évoque la création de la cité par Adanus et Sarus, les deux fils d'Ouranos, tandis que le dieu hittite Adad, le dieu du tonnerre vivant dans des forêts, aurait donné son nom à la région.
On connait la ville sous plusieurs noms tels que Adanos, Ta Adana, Uru Adaniya, Erdene, Edene, Ezene, Batana, Atana, Azana ou encore Addane.

## Histoire
L'histoire d'Adana remonte à l'époque des Hittites au XIVe siècle av. J.-C. Les Grecs s’y sont installés dès le Xe siècle av. J.-C.
Les Assyriens s’emparent de ce territoire qui est ensuite englobé dans le royaume d'Antiochos IV Épiphane et passe ensuite sous le contrôle des Romains. Au IIe siècle, sous le règne de l'empereur Hadrien, le grand pont de pierre d'Adana (en turc Taşköprü) est construit pour traverser le fleuve Seyhan. Bien que seules quatorze arches sur les vingt-et une que comportent le pont soient d'origine, ce pont fut d'une grande importance dans les échanges commerciaux entre l'Anatolie et la Perse.
La ville passe ensuite sous la domination byzantine. Les Byzantins reprennent Adana aux Arabes en 964, et la perdent après la victoire en 1071 des Turcs Seldjoukide à la Bataille de Manzikert. Eux-mêmes ne la gardent que jusqu'en 1097, quand Tancrède, l'un des chefs de la Première croisade, s'en empare. Puis elle est incorporée en 1132 au Royaume arménien de Cilicie, qui la conserve jusqu'en 1359, sauf entre 1137 et 1170 où elle appartient aux Byzantins. En 1268, la ville est en grande partie détruite par un terrible tremblement de terre, puis reconstruite.
En 1359, la ville redevient turque quand, vaincu par les Mamelouks, Constantin III d'Arménie la cède à l'Égypte. Dès lors de nombreuses familles turques s'y installent, dont les Ramazanides, turkmènes d’origine oghouze, qui deviennent vassaux de l'Empire ottoman en 1516. En 1608, avec l'extinction des Ramazanides, Adana devient la capitale d'une province ottomane, l'eyalet d'Adana et plus tard le vilayet d'Adana. Dans les années 1833-1841, elle est temporairement conquise par l'Égypte de Méhémet-Ali.

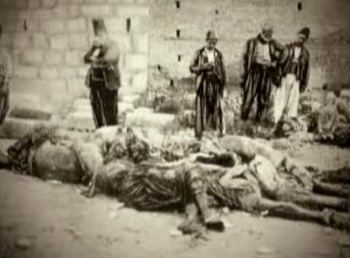
Cadavres d'Arméniens massacrés à Adana.

Cependant un grand nombre d'Arméniens continuent de s'y installer au fil des siècles, formant une population prospère et créatrice. À la fin du XIXe siècle, le sultan Abdülhamid II, animé par le panislamisme, sorte de nationalisme musulman, met en œuvre une campagne de massacres d'Arméniens qui, en 1896, fait plus de 200 000 morts. L'Europe indignée n'intervient toutefois pas et les Arméniens de l'empire et de la diaspora, sous le choc, accueillent positivement l'arrivée au pouvoir du mouvement « Union et Progrès » qui promet la réconciliation entre les religions et les ethnies de l'empire. Mais les Jeunes-Turcs à la tête du mouvement, répondent aux protestations de dévouement des Arméniens, avant même la chute du sultan, par une nouvelle série de massacres dans la ville d'Adana et ses alentours entre les 14 et 27 avril 1909,. À l'instar du sultan Abdülhamid, les Jeunes-Turcs sont animés par un nationalisme musulman, le panturquisme, qui place la race turque au-dessus des Arabes et des Perses. L'idée originale que « l'Empire de l'Islam sera assez vaste pour que nous puissions rompre tout contact avec les Chrétiens » a fait son temps et l'idée de régénération de la Turquie est finalement passée par une épuration de tous les « infidèles de l'Empire ». S'ensuit six ans plus tard la déportation et l'extermination méthodique sur ordre du gouvernement des mêmes Jeunes-Turcs en 1915. Ce sera le génocide arménien.
Après la Première Guerre mondiale (1914-1918), les Français l'occupent de 1919 à 1922 pendant la campagne de Cilicie avant d'en être chassés par les nationalistes turcs de Mustafa Kemal. Adana redevient définitivement turque par le traité d'Ankara, le 5 janvier 1922.

## Culture et patrimoine

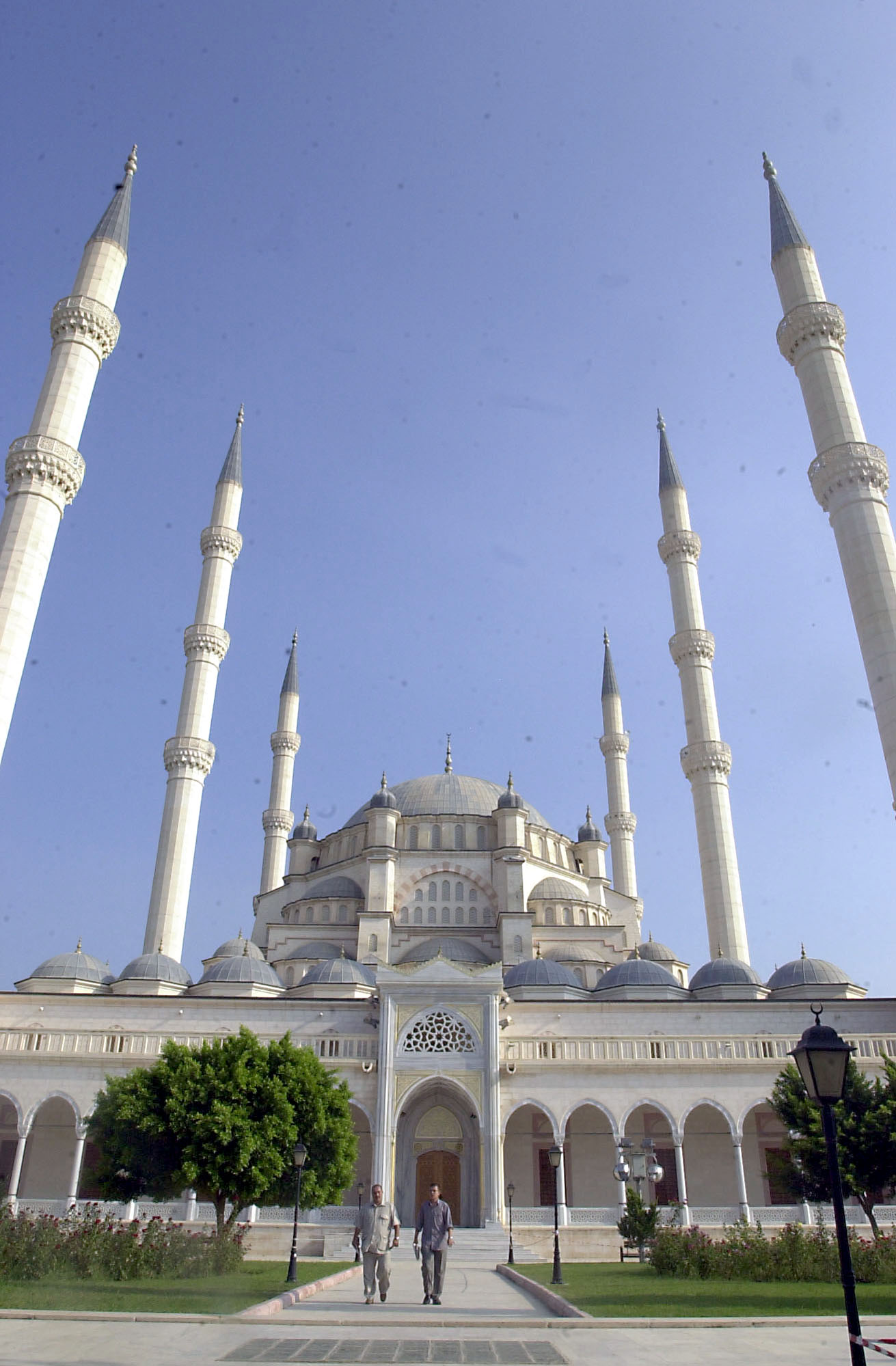
Mosquée Sabancı.

### Architecture
La ville est connue pour abriter de nombreuses mosquées, dont la plus célèbre est la mosquée Sabancı.

### Culture
La ville abrite divers musées dont :
- le musée archéologique d'Adana : il abrite une glyptothèque, des sarcophages, des stèles funéraires, une statue de Tarhu sur laquelle est gravée la Bilingue royale louvito-phénicienne de Çineköy ;
- le musée ethnographique : sis dans le quartier central de Kuruköprü, le musée occupe depuis 1983 le bâtiment d'une église construite en 1845 et abandonnée et transformée en musée dès 1924. Le jardin comporte des kûfi ou stèles calligraphiées et des pierres tombales[6] ;
- le musée de mosaïques de Misis, situé à l'extérieur de la ville[7] ;
- le musée d'Atatürk[8].

### Gastronomie

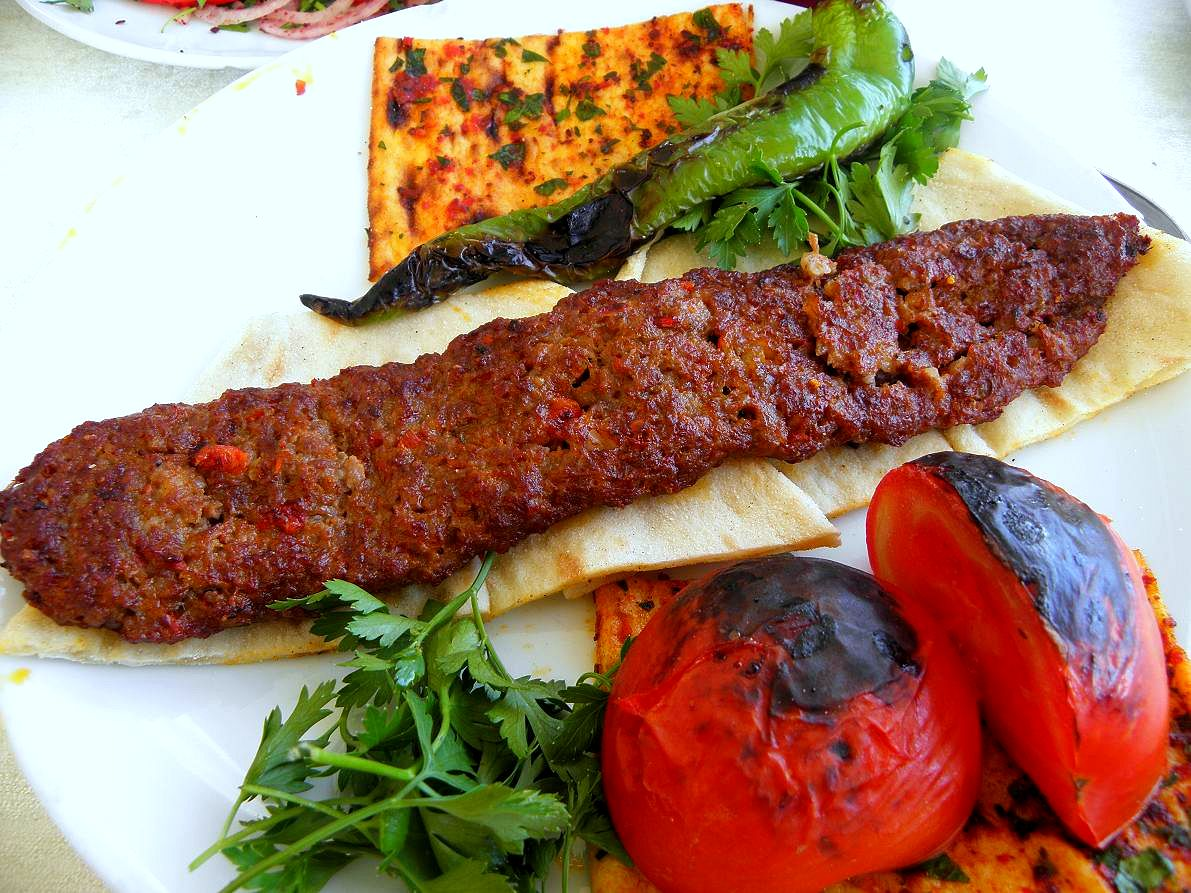
Adana Kebap.

Réputée pour sa gastronomie, la cité d'Adana promeut son nom, intimement lié à certaines spécialités régionales tels que le kebab, ou Adana kebab, le şalgam suyu ou jus de navet rouge fermenté, acide et salé mais rafraîchissant.

### Médias
Il existe de nombreuses chaînes locales de télévision (Çukurova TV, Kanal A, Akdeniz TV, Adana TV) et de radios à Adana région métropolitaine.

### Religions

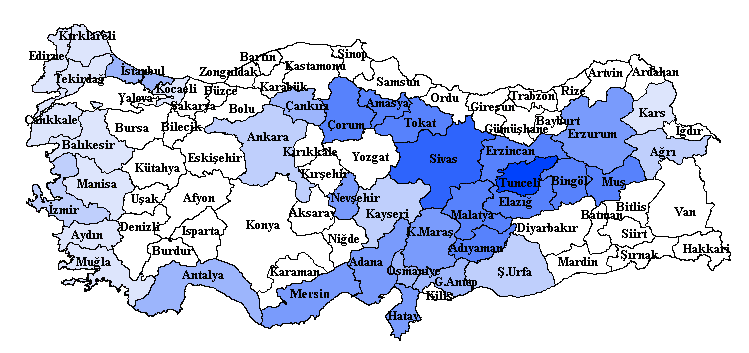
Répartition géographique des Alévis en Turquie.

Creuset de l'histoire des religions, les régions proches de la Cilicie sont tour à tour des lieux abritant des communautés vivant en paix et historiquement des lieux d'affrontements religieux et ethniques. L'exemple des massacres d'Adana en 1909 voit les Jeunes-Turcs, pas encore au pouvoir, tenter d'anéantir les Arméniens de l'empire pour accomplir le panturquisme tant désiré.
Aujourd'hui, bien qu'une part importante de la population turque soit musulmane sunnite (comme 80 % des musulmans du monde), Adana abrite une importante communauté alévie, les Nosaïris ainsi que des minorités chrétiennes et juives.
Les lieux de culte musulman sont nombreux. La « grande mosquée » (Ulu Camii) est édifiée au XVIe siècle. De style syrien, elle recèle un grand nombre de faïences qui en font sa richesse. Citons également la mosquée Eski (Eski Camii) et la mosquée Hasan Ağa (Hasan Ağa Camii).

## Organisation de la ville

### Administration
La municipalité est actuellement dirigée par Zeydan Karalar.

### Démographie
| 1970    | 1980    | 1985    | 1990    | 1997      | 2009      |
| ------- | ------- | ------- | ------- | --------- | --------- |
| 351 655 | 574 515 | 777 554 | 916 150 | 1 033 571 | 1 572 261 |

L'accroissement démographique positif de la ville est en grande partie lié aux flux migratoires importants. La population de la ville a quadruplé depuis 1970 et l'arrivée massive des paysans anatoliens venus chercher un emploi dans cette grande ville proche de la côte méditerranéenne.
Après les massacres de la population arménienne de la région par les Ottomans en 1896 et en 1909, il reste encore dans la ville une forte communauté de 26 430 âmes à la veille de la Première Guerre mondiale. Après le génocide, la ville est définitivement vidée de toute présence arménienne.

## Transports et communications

### Infrastructures routières
La ville sera reliée par autoroute à la capitale Ankara par l'axe O21 dont l'achèvement des travaux est prévu pour 2012.

### Transports urbains
Le dolmus est un système de minibus collectifs suivant des lignes régulières. La course se paie en montant et varie selon la destination. Les taxis se reconnaissent à leur bandeau à damiers jaunes et noirs.

#### Métro
La ville dispose d'une ligne de métro en partie aérienne (avec des tronçons, sur viaduc et en surface) etten partie souterraine. Le métro d'Adana d'une longueur de 13,5 kilomètres a été inaugurée en mars 2009 et comprend 13 stations dont les terminus Nastane et Akıncılar. Un prolongement de 9,3 kilomètres est prévu sur la rive droite du fleuve jusqu'à la station Université Çukurova.

### Desserte ferroviaire

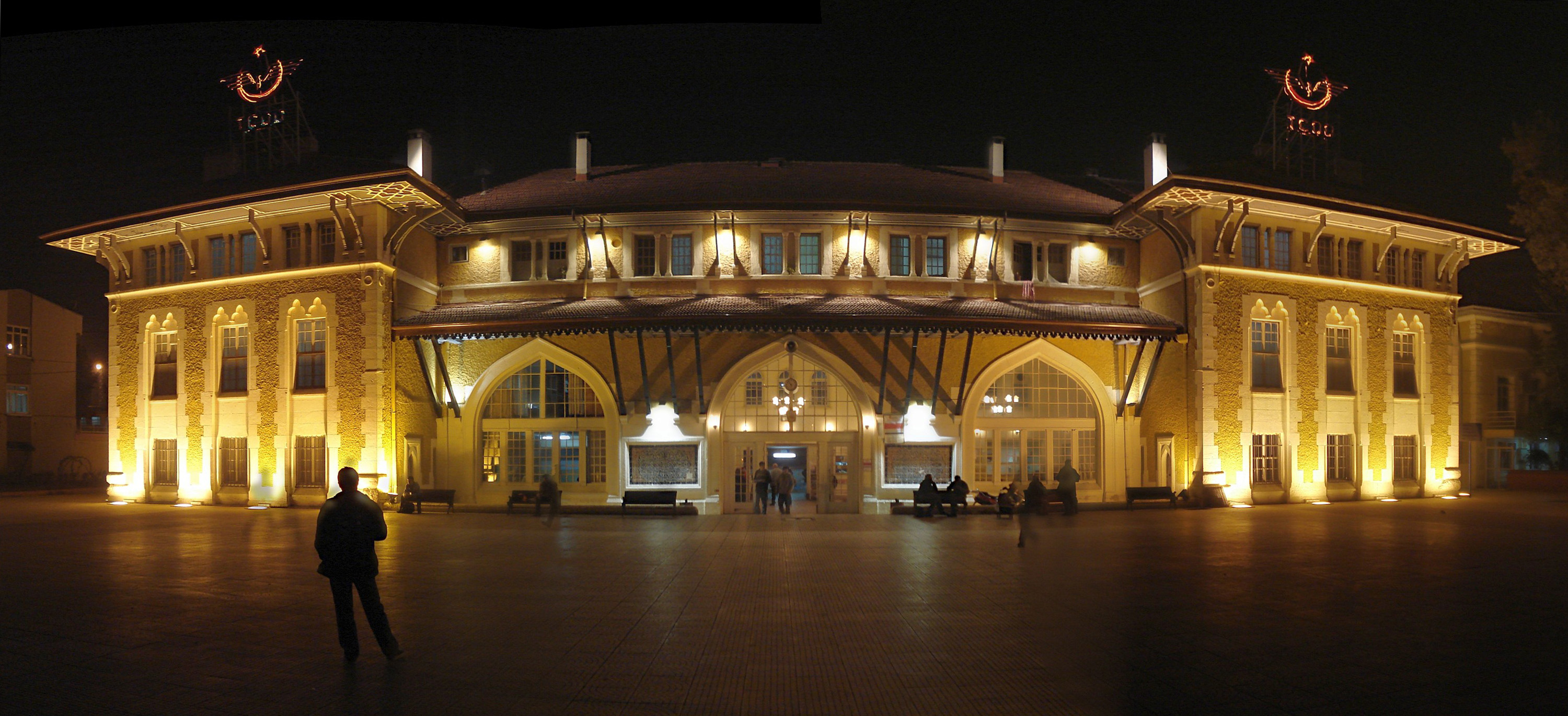
Gare d'Adana de nuit.

La ville est située sur la ligne de chemin de fer Istanbul - Bagdad qui la relie également à la capitale Ankara. Il assure le transport vers cette ville avec Fırat Ekspresi et Erciyes Express.

### Desserte aérienne
La ville et la région alentour sont desservis par l'aéroport international d'Adana-Sakirpasa construit en 1937 et situé à 5 kilomètres de la ville. Il est relié à celle-ci par une navette bus. Des vols desservent les autres régions de Turquie (Istanbul, Antalya, Izmir, Kayseri, Trabzon). Plusieurs villes d'Allemagne sont également reliées à Adana par vols directs (Munich, Cologne, Stuttgart et Düsseldorf).
À douze kilomètres du centre se trouve aussi une base aérienne des United States Air Forces in Europe, l'Incirlik Air Base qui accueille des services opérationnels de l'OTAN près de la petite ville de Incirlik.

## Santé
La ville abrite l'hôpital d'État.

## Cadre de vie

### Sports et loisirs
L'équipe de football locale, l'Adanaspor, a été Vice-championne de Turquie en 1981 et évolue dans la Spor Toto Süper Lig, l'élite du championnat.
Une seconde équipe, Adana Demirspor évolue quant à elle en PTT 1 lig, la seconde division turque.
Le stade 5 Ocak (stade du 5 janvier), construit en 1938, est aujourd'hui trop petit et un nouveau stade de 45 000 places Adana Koza Arena est en construction en périphérie de la ville, la fin des travaux est prévu début 2017.

## Économie
Carrefour stratégique dominant un arrière-pays fertile, la ville est un centre industriel et commercial enrichi d'une vaste zone cultivée, la plaine de Çukurova, qui produit coton, agrumes, lin, sésame, et légumes. Du fait de son potentiel économique, la ville attire de très nombreux paysans en quête de travail. Leur chiffre est estimé à plusieurs centaines de milliers[réf. souhaitée].
La Banque européenne d'investissement (BEI) a concédé un prêt à la ville pour la construction d'un réseau de collecte et de traitement des eaux usées.

### Tourisme
- Ancienne ville de Anazarbe.
- Ancien pont romain de Justinien.
- Barrage de Seyhan
- Magarsus vieille ville et les ruines.
- Ruines de la forteresse construite par Haroun ar-Rachid en 782.
- Mosquée Sabancı

## Jumelages
- Chimkent (Kazakhstan)
- Djeddah (Arabie saoudite)
- Saint-Pétersbourg (Russie)
- Beersheba (Israël)
- Le Cap (Afrique du Sud)